# Nelly Quettier
Nelly Quettier (1957) è una montatrice francese di cinema, nota soprattutto per il suo sodalizio artistico col regista Leos Carax.

## Filmografia
- Grands soirs & petits matins, regia di William Klein - documentario (1978)
- Plogoff, des pierres contre des fusils, regia di Nicole Le Garrec - documentario (1980)
- Rosso sangue (Mauvais Sang), regia di Leos Carax (1986)
- Giovani gangsters (io, Tango e Rock) (In extremis), regia di Olivier Lorsac (1988)
- Gli amanti del Pont-Neuf (Les Amants du Pont-Neuf), regia di Leos Carax (1991)
- Dans la vallée de la Wupper, regia di Amos Gitai - documentario (1994)
- J'ai pas sommeil, regia di Claire Denis (1994)
- Queen Mary '87, regia di Amos Gitai – documentario (1994)
- Au nom du Duce, regia di Amos Gitai – documentario (1994)
- Nice, very nice, episodio di À propos de Nice, la suite, regia di Claire Denis (1995)
- Ci sarà la neve a Natale? (Y aura-t-il de la neige à Noël?), regia di Sandrine Veysset (1996)
- Pola X, regia di Leos Carax (1999)
- Beau Travail, regia di Claire Denis (1999)
- Cannibal Love - Mangiata viva (Trouble Every Day), regia di Claire Denis (2001)
- Vendredi Soir, regia di Claire Denis (2002)
- Maʿārik ḥubb, regia di Danielle Arbid (2004)
- L'Intrus, regia di Claire Denis (2004)
- Le Pressentiment, regia di Jean-Pierre Darroussin (2006)
- Un homme perdu, regia di Danielle Arbid (2007)
- L'avvocato del terrore (L'Avocat de la terreur), regia di Barbet Schroeder - documentario (2007)
- Merde, episodio di Tokyo!, regia di Leos Carax (2008)
- Home, regia di Ursula Meier (2008)
- L'Autre Monde, regia di Gilles Marchand (2010)
- Sister (L'Enfant d'en haut), regia di Ursula Meier (2012)
- Holy Motors, regia di Leos Carax (2012)
- Amnesia, regia di Barbet Schroeder (2015)
- Il venerabile W. (Le Vénérable W.), regia di Barbet Schroeder - documentario (2017)
- Lazzaro felice, regia di Alice Rohrwacher (2018)
- Vita nella banlieue (Banlieusards), regia di Kery James e Leïla Sy (2019)
- Annette, regia di Leos Carax (2021)
- La Ligne - La linea invisibile (La Ligne), regia di Ursula Meier (2022)
- Nezouh - Il buco nel cielo (Nuzūḥ), regia di Sudad Ka'dan (2022)
- La chimera, regia di Alice Rohrwacher (2023)
- Motel Destino, regia di Karim Aïnouz (2024)

## Riconoscimenti
- European Film Award
  - 1992 - Miglior montaggio per Gli amanti del Pont-Neuf
- Premio César
  - 2013 - Candidatura al miglior montaggio per Holy Motors
  - 2022 - Miglior montaggio per Annette